# Gigliuccio

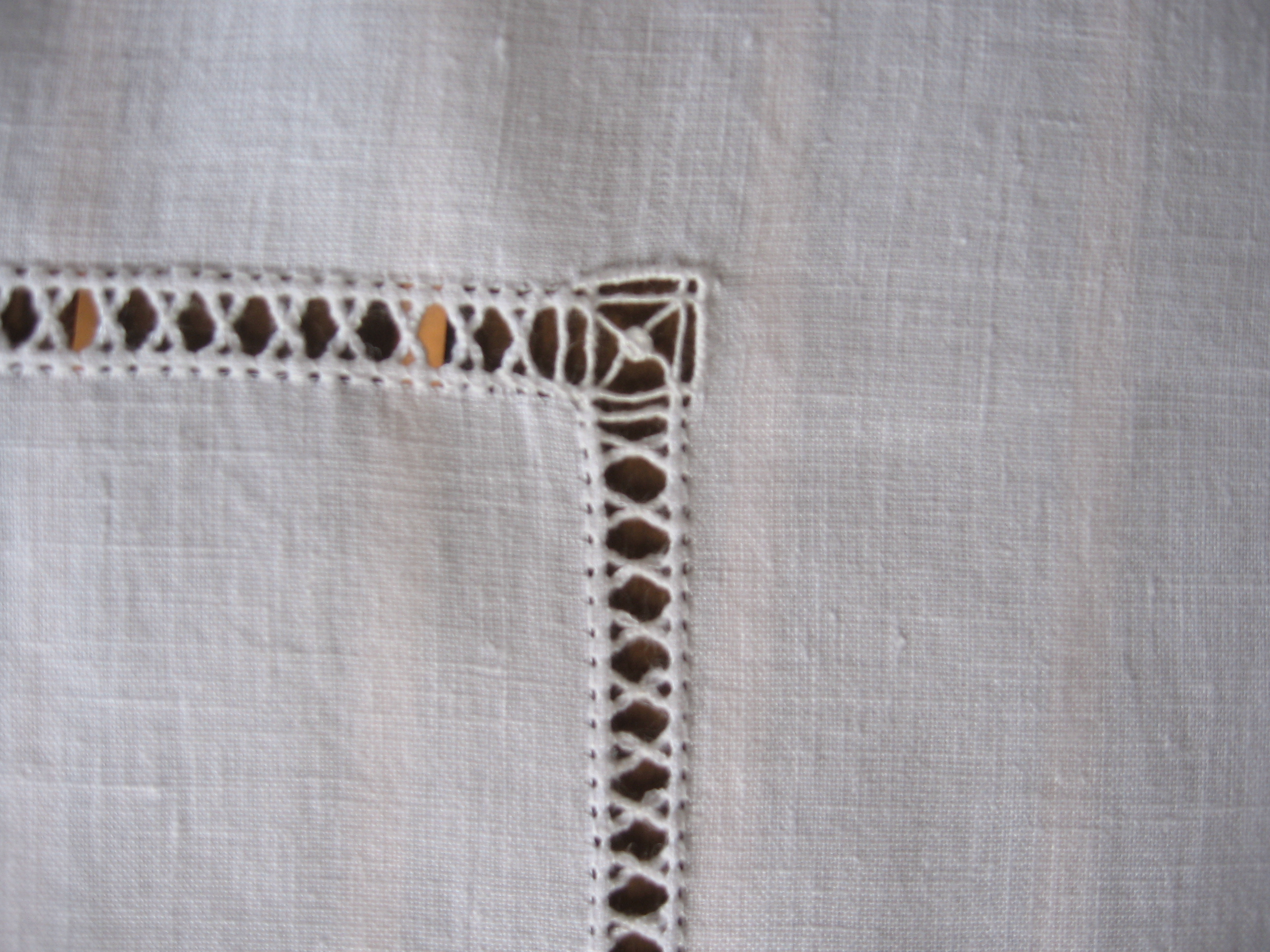
Gigliuccio tra due righe di punto quadro

Il gigliuccio è un punto di ricamo di antica scuola marchigiana, molto usato per bordare ed ornare soprattutto per lo più di biancheria da letto, la tovaglieria, ma anche oggetti d'arredamento, come "cavalieri" da tavolo e anche tende. È una delle tecniche del ricamo "in bianco" (filo bianco su lino bianco), sebbene si siano visti anche dei lavori a colori.  Il Gigliuccio è composto da in due righe parallele di punto quadro, tra le quali rimane una fascia di sfilato, cioè solo fili verticali che poi vengono raggruppati in colonnine regolari. La precisione è uno dei pregi principali di questo punto, insieme alla qualità del filo usato.

## Esecuzione

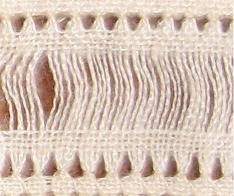
Preparazione del tessuto

Un ruolo particolarmente importante è rivestito dalla preparazione del tessuto da ricamare che può essere tela di cotone o lino. Questa preparazione prevede una sfilatura in tre ordini a distanza regolare:
1. si sfilano uno o due fili,
2. se ne lasciano quattro,
3. si sfilano da 12 a 24 fili destinati al gigliuccio,
4. si lasciano quattro fili,
5. se ne sfilano ancora uno o due.

Si esegue poi facendo una prima riga di punto quadro (all'altezza dei numeri 1 e 2 dell'elenco qui sopra), e una seconda riga di punto quadro (numeri 4 e 5) facendo molta attenzione perché tra queste due righe restino delle colonnine ben delineate. Quando le due righe di punto quadro sono completate, rimangono tra di esse dei fascetti o colonnine di sfilato (numero 3 dell'elenco) che si legheranno a due a due. 

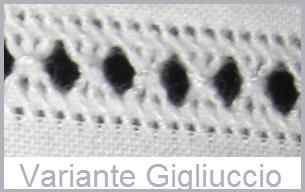
Le colonnine sono legate tre a tre

In alcune varianti, proprio quest'ultima operazione è stata un po' complicata. Invece di sfilare solo 4 fili, cioè un'altezza eguale ai due punti quadri ai bordi, si sfilano molti più fili, fino a 10 o più, per poter poi legare i fascetti con chioccioline di pizzo ad ago. Trattandosi di ricamo di notevole difficoltà, per questa rifinitura si usa spesso un filo di colore che la evidenzi.